# Heteralonia clathrata
Heteralonia clathrata är en tvåvingeart som först beskrevs av Mario Bezzi 1923.  Heteralonia clathrata ingår i släktet Heteralonia och familjen svävflugor.
Artens utbredningsområde är Kenya. Inga underarter finns listade i Catalogue of Life.